# Amphipolydora vestalis
Amphipolydora vestalis är en ringmaskart som beskrevs av William Paterson och Gibson 2003. Amphipolydora vestalis ingår i släktet Amphipolydora och familjen Spionidae.
Artens utbredningsområde är havet kring Nya Zeeland. Inga underarter finns listade i Catalogue of Life.